# Нароватовское сельское поселение
Нароватовское се́льское поселе́ние — муниципальное образование в Теньгушевском районе Мордовии Российской Федерации.
Административный центр — село Нароватово.

## История
Статус и границы сельского поселения установлены Законом Республики Мордовия от 28 декабря 2004 года № 123-З «Об установлении границ муниципальных образований Теньгушевского района, муниципального образования Старошайговский район и наделении их статусом сельского поселения и муниципального района».

## Население
| 2002 | 2010 | 2012 | 2013 | 2014 | 2015 | 2016 |
| ---- | ---- | ---- | ---- | ---- | ---- | ---- |
| 524  | ↘482 | ↘452 | ↘437 | ↘417 | ↘403 | ↘393 |
| 2017 | 2018 | 2019 | 2020 | 2021 |      |      |
| ↘384 | ↘375 | ↘355 | ↗357 | ↘299 |      |      |

## Состав сельского поселения
| № | Населённый пункт | Тип населённого пункта       | Население |
| - | ---------------- | ---------------------------- | --------- |
| 1 | Баево            | деревня                      | ↗176      |
| 2 | Вяжга            | посёлок                      | ↘28       |
| 3 | Нароватово       | село, административный центр | ↘276      |
| 4 | Шелубей          | посёлок                      | ↘2        |